# Daniel Bruun (Organist)

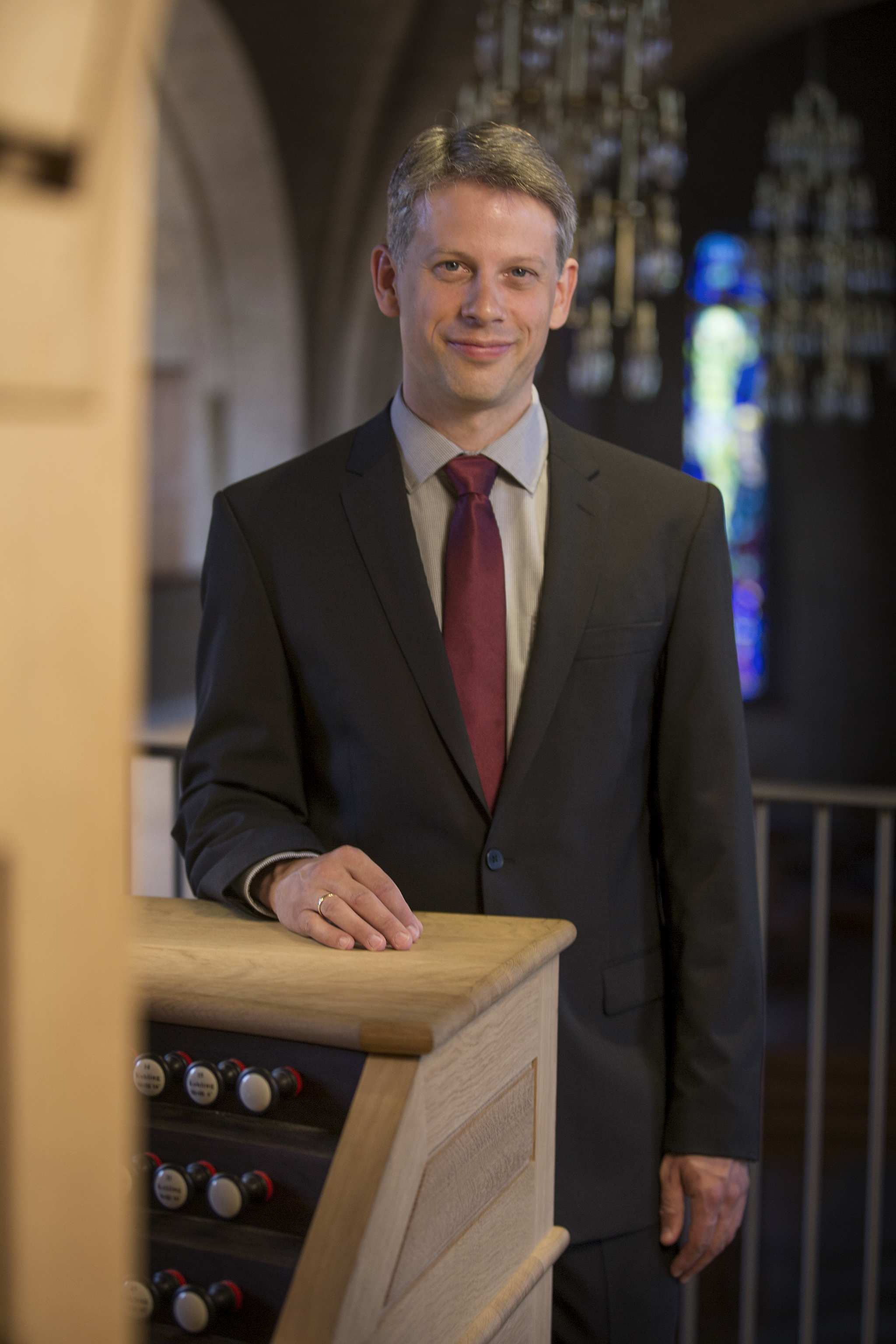
Daniel Bruun (2016)

Daniel Munkholm Bruun (* 1979 in Herning) ist ein dänischer Organist und Kirchenmusiker.

## Leben und Wirken
Daniel Bruun studierte Orgel bei Hans Fagius am Det Kongelige Danske Musikkonservatorium in Kopenhagen und schloss das Studium 2005 mit Bestnote ab. Es folgten weiterführende Studien  bei David Sanger in London und Jan Willem Jansen und Michel Bouvard  am Centre d’études supérieures Musique et Danse in Toulouse. Im Juni 2008 gab Bruun sein Debütkonzert in der Heilig-Geist-Kirche Kopenhagen.
Daniel Bruun ist Organist der Kirche  von Hellerup und war dort von 2009 bis 2015 maßgeblich am Bau der symphonischen Carsten-Lund-Orgel beteiligt. Zu diesem Anlass gründete er das seitdem jährlich dort stattfindende Helleruplund Orgelfestival mit internationalen Gästen.
Auf YouTube veröffentlichte er u. a. die Bach’schen Leipziger Choräle und dessen Dritten Theil der Clavierübung sowie Werke von Debussy, Fauré, Franck und Karg-Elert.

## Konzerttätigkeit
Bruun verfolgt eine ausgedehnte europaweite Konzerttätigkeit. Er spielte beispielsweise im Dom zu Aarhus, dem Dom zu Kopenhagen, der Königlichen Oper Kopenhagen (als Solist mit der Königlichen Kapelle Kopenhagen), im Osloer Dom, der Hauptkirche St. Michaelis Hamburg, im Rahmen des Münchner Orgelsommers, im Erfurter Dom, der Kathedrale von Bordeaux und der Basilika Saint-Sernin Toulouse. Im März 2018 gab er ein Konzert im Rahmen des Festivals Bach en Bogotá, bei dem zum ersten Mal alle Bach’schen Orgelwerke in Kolumbien aufgeführt wurden.

## Diskografie
- French Impressions. Werke von Bonnal, Roger-Ducasse, Vierne, Cochereau and Duruflé. Dom zu Aarhus. Debüt-CD, 2013[3]
- Variations Sérieuses. Werke von Liszt, Schumann, Mendelssohn und Reubke. CD, 2017[3]
- 24 Pièces de Fantaisie. Werk von Vierne. Doppel-CD, 2020[3]